# Ротару, Алина
Алина Ротару (рум. Alina Rotaru-Kottmann; род. 5 июня 1993, Бухарест) — румынская легкоатлетка, специализирующаяся на прыжках в длину. Бронзовый призёр чемпионата мира 2023 года. Победительница летней Универсиады 2017 года, участница Олимпийских игр в Рио-де-Жанейро и в Токио.

## Биография
На молодежном чемпионате мира 2009 года Ротару завоевала серебряную медаль в прыжках в длину и заняла четвертое место в прыжках в высоту. В 2010 году она не смогла пройти квалификацию на чемпионате мира среди юниоров, но смогла завоевать серебряную медаль на летних юношеских Олимпийских играх 2010 года.
Она финишировала пятой на чемпионате мира среди юниоров 2012 года, была четвертой на чемпионате франкоязычных стран 2013 года и седьмой на чемпионате Европы 2014 года. Принимала участие в чемпионате Европы 2012 года и чемпионате Европы в помещении 2013 года, но в финал не выходила.
В 2016 году приняла участие в летних Олимпийских играх в Бразилии. Заняла итоговое 18-е место с результатом 6,40 метров. В 2017 году одержала победу на летней Универсиаде в Тайване с результатом 6,65 метров.
Её личный рекорд в прыжках — 6,91 метра был достигнут в июне 2019 года в Райнау. На чемпионате мира в Дохе она стала шестой с результатом 6,71 метра.
В 2021 году приняла участие во второй своей Олимпиаде, в Токио. По итогам соревнований заняла 17-е место с результатом 6,51 метра.

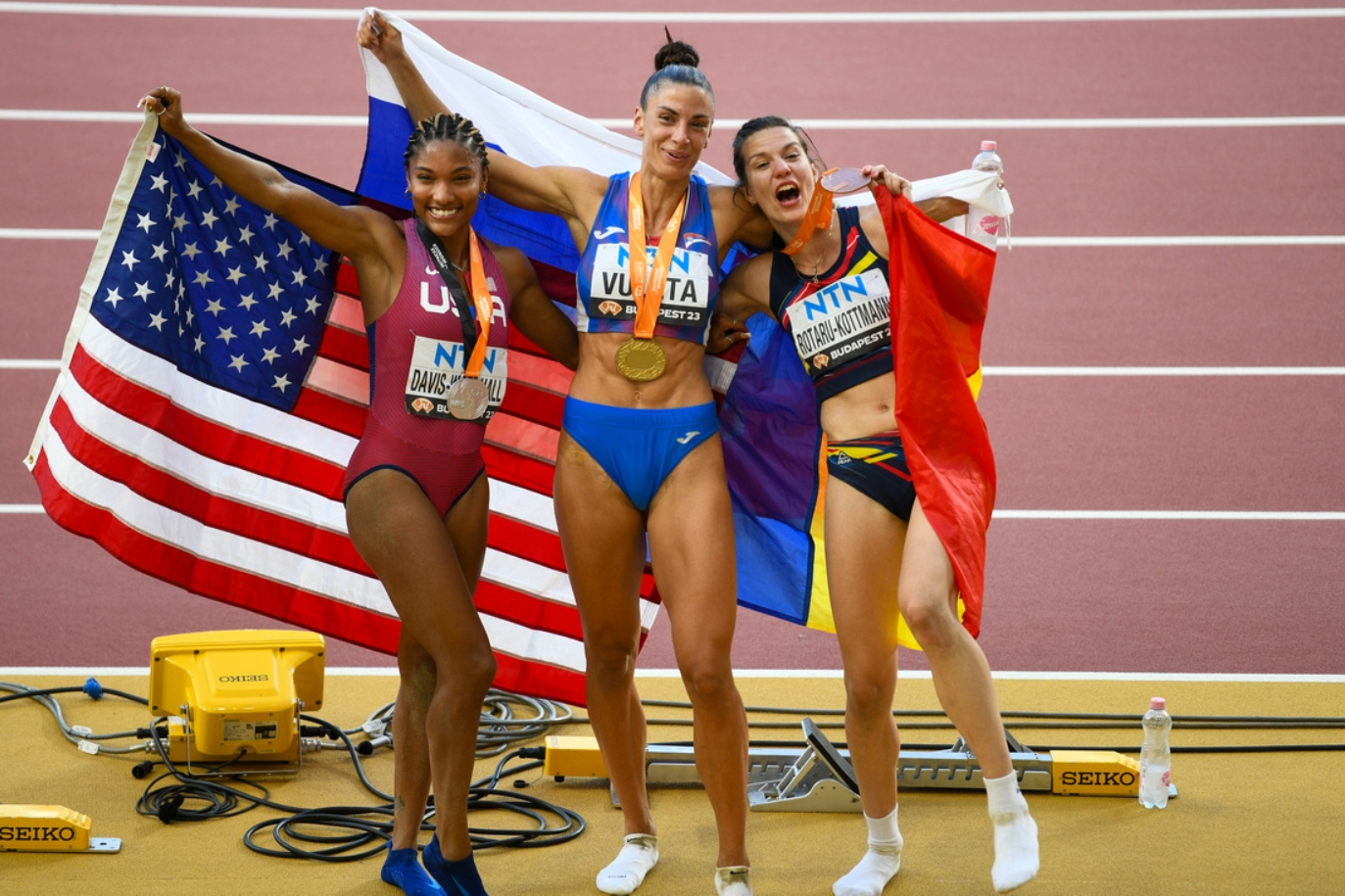
Победитель и призёры женских прыжков в длину на Чемпионате мира 2023

В 2023 году на чемпионате мира по лёгкой атлетике, который состоялся в Будапеште, прыгунья из Румынии, в прыжках в длину, с результатом 6,88 метров стала бронзовым призёром чемпионата мира.